# 若木バイパス
若木バイパス（わかきバイパス）は、佐賀県武雄市から伊万里市に至る国道498号のバイパス道路である。

## 概要
全線片側1車線で、制限速度は60 km/h。信号機はなく、川古地区と原（はる）地区にインターチェンジがある。

### 路線データ
- 起点：佐賀県武雄市若木町川古（国道498号現道交点）
- 終点：佐賀県伊万里市松浦町桃川（鹿路峠交差点、国道498号松浦バイパス起点、佐賀県道38号相知山内線）
- 総延長：3.4 km

## 歴史
- 2007年（平成19年） - 事業化[1]。
- 2018年（平成30年）9月8日 - 開通[2]。
- 2021年（令和3年）4月1日 - 現道区間の国道指定が解除され、若木バイパスが国道498号の本線となる[3][4]。

## 路線状況

### 重複区間
- 佐賀県道38号相知山内線（武雄市若木町大字本部 - 伊万里市松浦町桃川）

## 地理

### 通過する自治体
- 武雄市
- 伊万里市

### 交差する道路
| 交差する道路                                  | 市町村名 | 交差する場所   | 交差する場所        |
| --------------------------------------------- | -------- | -------------- | ------------------- |
| 国道498号 佐賀方面                            |          |                |                     |
| 国道498号                                     | 武雄市   | 若木町川古     | 起点                |
| 佐賀県道38号相知山内線 重複区間起点           | 武雄市   | 若木町大字本部 |                     |
| 国道498号 佐賀県道38号相知山内線 重複区間終点 | 伊万里市 | 松浦町桃川     | 鹿路峠交差点 / 終点 |
| 国道498号 松浦バイパス                        |          |                |                     |

### 沿線
- 川古のクス